# Howse (fiume)
Lo Howse  è un fiume del Canada che scorre in Alberta. Nasce sulle Montagne Rocciose Canadesi per poi confluire nel North Saskatchewan. Lungo 33 chilometri, è un fiume del cosiddetto tipo a canali intrecciati.